# Nshakashokwe
Nshakashokwe è un villaggio del Botswana situato nel distretto Centrale, sottodistretto di Tutume. Il villaggio, secondo il censimento del 2011, conta 2.168 abitanti.

## Località
Nel territorio del villaggio sono presenti le seguenti 1 località:
- Nshakashokwe Lands di 289 abitanti